# La Brillanne
La Brillanne est une commune française, située dans le département des Alpes-de-Haute-Provence en région Provence-Alpes-Côte d'Azur.
La commune de La Brillanne est située en Haute-Provence, ou Provence intérieure, région plutôt enclavée et isolée. Mais elle est traversée par la vallée de la Durance, qui est une voie de pénétration naturelle dans le massif alpin. Ces deux facteurs ont joué un rôle important dans l'histoire. La Durance est elle-même une voie de communication, empruntée par les radeliers jusqu'au début du XXe siècle. Les Gaulois, puis les Romains, modèlent le paysage avec l'agriculture méditerranéenne (l'olivier est cultivé) ; la voie domitienne passe à proximité et permet la pénétration du mode de vie romain.
Au début du XIXe siècle, les routes RN 100 et RN 96 se croisent sur la commune, qui accueille également une gare sur la ligne remontant vers Grenoble. Ces voies de communication rapides ont permis une libération rapide en 1944, dans la semaine qui a suivi le débarquement de Provence. La Durance permet également la production d'énergie hydroélectrique. Aujourd'hui, c'est l'autoroute A51 qui dessert la commune. Finalement, cette commune agricole, de faible étendue, a vu sa population croître grâce à ces infrastructures. Cette situation apporte aussi ses dangers : les transports de marchandises dangereuses sont fréquents, et la commune est menacée par l'onde de submersion qui serait provoquée par une rupture du barrage de Serre-Ponçon.
Le nom de ses habitants est Brillannais.

## Géographie
Le village est situé à 349 m d’altitude, dans la vallée de la Durance, face à Oraison. Le Lauzon traverse la commune et reçoit les eaux du Beveron avant de se jeter dans la Durance.

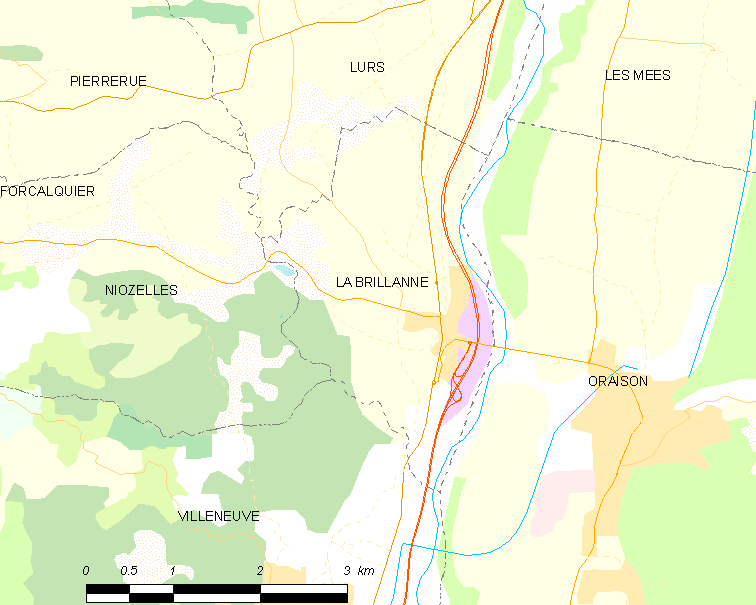
La Brillanne et les communes voisines (cliquez sur la carte pour accéder à une grande carte avec la légende).

Les communes limitrophes de La Brillanne sont Lurs, Niozelles, Oraison, Villeneuve.
Le canal d’irrigation de La Brillanne a été creusé au XVIIIe siècle. Le pont sur la Durance (vers Oraison) a remplacé le bac au XIXe siècle.

### Hydrographie
La commune de La Brillanne est arrosée par la Durance. Une station de surveillance de son cours est implantée à La Brillanne.

### Climat
Pour des articles plus généraux, voir Climat de Provence-Alpes-Côte d'Azur et Climat des Alpes-de-Haute-Provence.
En 2010, le climat de la commune est de type climat méditerranéen altéré, selon une étude du Centre national de la recherche scientifique s'appuyant sur une série de données couvrant la période 1971-2000. En 2020, Météo-France publie une typologie des climats de la France métropolitaine dans laquelle la commune est exposée à un climat de montagne ou de marges de montagne et est dans une zone de transition entre les régions climatiques « Provence, Languedoc-Roussillon » et « Alpes du sud ».
Pour la période 1971-2000, la température annuelle moyenne est de 12,8 °C, avec une amplitude thermique annuelle de 17,7 °C. Le cumul annuel moyen de précipitations est de 770 mm, avec 6 jours de précipitations en janvier et 3,6 jours en juillet. Pour la période 1991-2020, la température moyenne annuelle observée sur la station météorologique de Météo-France la plus proche, « Dauphin », sur la commune de Dauphin à 9 km à vol d'oiseau, est de 12,6 °C et le cumul annuel moyen de précipitations est de 693,2 mm. 
La température maximale relevée sur cette station est de 42,1 °C, atteinte le 28 juin 2019 ; la température minimale est de −16,4 °C, atteinte le 7 février 2012,,.
Les paramètres climatiques de la commune ont été estimés pour le milieu du siècle (2041-2070) selon différents scénarios d'émission de gaz à effet de serre à partir des nouvelles projections climatiques de référence DRIAS-2020. Ils sont consultables sur un site dédié publié par Météo-France en novembre 2022.

### Transports

#### Voies routières
La Brillanne est située au carrefour de l’ancienne RN 96 (actuelle RD 4096), qui relie Château-Arnoux-Saint-Auban à Aubagne et de l’ancienne RN 100 (actuelle RD 4100), qui relie Avignon à Barcelonnette.
La Brillanne est desservie par l’échangeur autoroutier de La Brillanne no 19, située sur l'autoroute A51, qui permet une communication rapide vers le sud en direction d'Aix-en-Provence et de Marseille et vers le nord en direction de Gap et de Sisteron.
La commune est également desservie par la RD 4b, ancienne route nationale 207a qui ne fait que traverser la Durance et arriver à Oraison.

#### Services d'autocars

##### Lignes régionales, réseauZou!

Logo du réseau Zou !

La Brillanne est desservie par : 
- 2 lignes EXPRESS :

| Ligne | Tracé                                                           |
| ----- | --------------------------------------------------------------- |
| 68    | Marseille ↔ La Brillanne ↔ Digne-les-Bains ↔ Barcelonnette      |
| 69    | Marseille ↔ Manosque ↔ La Brillanne ↔ Sisteron ↔ Gap ↔ Briançon |

- 3 lignes de PROXIMITE :

| Ligne | Tracé                                        |
| ----- | -------------------------------------------- |
| 482   | Forcalquier ↔ La Brillanne ↔ Digne-les-Bains |
| 483   | Digne-les-Bains ↔ La Brillanne ↔ Manosque    |
| 915   | Avignon ↔ La Brillanne                       |

##### Lignes intercommunales

Logo du réseau Trans'Agglo.

Le village est desservi par deux lignes intercommunales du réseau Trans'Agglo.
| Ligne | Parcours                                                 |
| ----- | -------------------------------------------------------- |
| 120   | Oraison ↔ La Brillanne ↔ Villeneuve ↔ Volx ↔ Manosque    |
| 126   | La Brillanne ↔ Oraison (Ligne de transport à la demande) |

##### Lignes scolaires
Des lignes de transports scolaires ont été mises en place pour rallier les trois collèges de Manosque, les trois lycées de Manosque, le lycée Félix-Esclangon, le lycée des Iscles et le lycée des métiers Louis-Martin-Bret ainsi que le collège d'Oraison. Ces lignes sont financées par la communauté d'agglomération Durance-Luberon-Verdon Agglomération au travers du réseau Trans'Agglo. En plus des lignes existantes du réseau, deux autres ont été rajoutées.
| Ligne | Parcours                          |
| ----- | --------------------------------- |
| 162 S | Oraison ↔ La Brillanne ↔ Manosque |
| 167 S | La Brillanne ↔ Oraison            |

#### Transports ferroviaires
La gare SNCF la plus proche est celle de La Brillanne-Oraison et desservie par les TER de la ligne de Lyon à Marseille (via Grenoble)
La gare TGV la plus proche de La Brillanne est celle d'Aix-en-Provence TGV.

### Risques naturels et technologiques
Aucune des 200 communes du département n'est en zone de risque sismique nul. Le canton de Peyruis auquel appartient La Brillanne est en zone 2 (risque moyen) selon la classification déterministe de 1991, basée sur les séismes historiques, et en zone 4 (risque moyen) selon la classification probabiliste EC8 de 2011. La commune de La Brillanne est également exposée à trois autres risques naturels :
- feu de forêt,
- inondation (dans la vallée de la Durance),
- mouvement de terrain.

La commune de La Brillanne est également exposée à plusieurs risques d’origine technologique :
- celui de transport de matières dangereuses, par rail et route. Il s’agit du transport de matières premières à destination ou de produits finis en provenance des usines Arkema de Saint-Auban[17],[18]. En ce qui concerne la voie ferrée, la ligne de Marseille à Lyon via Grenoble est toujours en service. Du côté routier, la départementale RD 4096 (ancienne route nationale 96) et l’autoroute A51 peuvent être empruntée par les transports routiers de marchandises dangereuses[19] ;
- celui de rupture de barrage : en cas de rupture du barrage de Serre-Ponçon, toute la vallée de la Durance serait menacée par l’onde de submersion[20].

Un plan de surfaces submersibles (en cas de crue de la Durance) est établi depuis 1961 et le Dicrim n’existe pas.
Les tremblements de terre ressentis de la manière la plus sensible dans la commune sont ceux du 26 décembre 1979, avec une intensité macro-sismique de IV sur l’échelle MSK et Volx pour épicentre, et celui du 8 février 1974, avec une intensité de III et Thorame pour épicentre. En 2001, un wagon stationnant dans la gare de La Brillanne laisse fuir du trichlorométhane. En 2002, un accident de la circulation implique un camion-citerne sur l’autoroute, et 9 000 litres d’acide chlorhydrique sont dispersés dans la nature.

## Toponymie

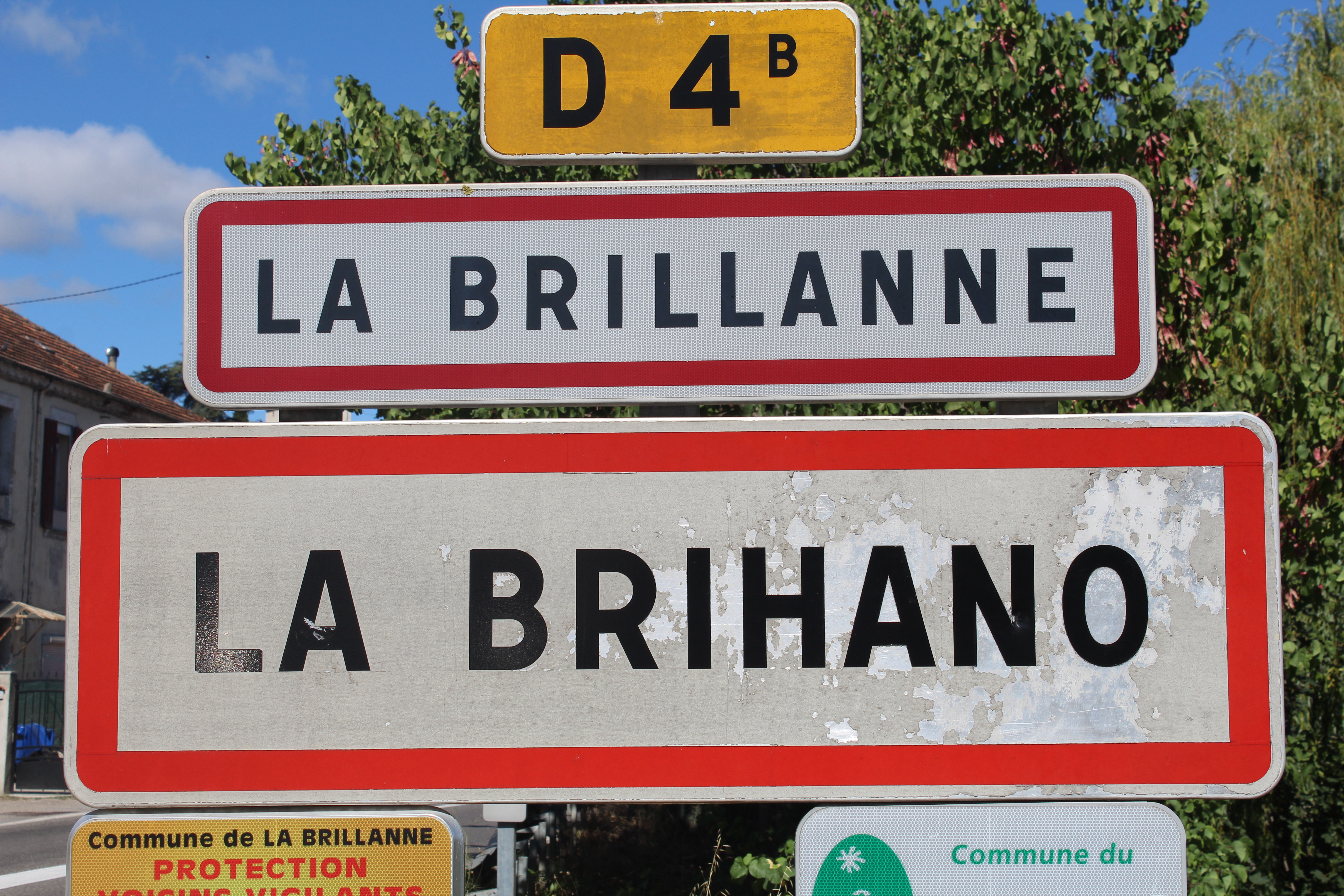
Panneau d'entrée dans le village.

En occitan provençal, on dit [labʁiˈjanɔ] : cela s’écrit Labrilhana selon la norme classique ou Labrihano selon la norme mistralienne (la forme scindée « La Brihano », qui apparaît sur les panneaux d’entrée, est incorrecte).
La localité apparaît pour la première fois dans les textes au XIIe siècle (Lebrinnana,), en 1126 selon les auteurs cités après, qui donnent la forme Lebrinnana. Ce nom de lieu dériverait d’un nom de personne romain, Leporius selon Charles Rostaing, Leporinus selon Ernest Nègre. L’ajout du suffixe -ana (signifiant villa de) aurait donné ensuite Lebrinnana, puis par attraction du terme occitan brilhar, Lebrilhana, Labrilhana. Et enfin, en français, on a fait une la mécoupure détachant le faux article La du nom (La)brilanne,,.

## Urbanisme

### Typologie
Au 1er janvier 2024, La Brillanne est catégorisée bourg rural, selon la nouvelle grille communale de densité à 7 niveaux définie par l'Insee en 2022.
Elle appartient à l'unité urbaine d'Oraison, une agglomération intra-départementale dont elle est une commune de la banlieue,. Par ailleurs la commune fait partie de l'aire d'attraction de Manosque, dont elle est une commune de la couronne,. Cette aire, qui regroupe 30 communes, est catégorisée dans les aires de 50 000 à moins de 200 000 habitants,.

### Occupation des sols
L'occupation des sols de la commune, telle qu'elle ressort de la base de données européenne d’occupation biophysique des sols Corine Land Cover (CLC), est marquée par l'importance des territoires agricoles (70,4 % en 2018), en diminution par rapport à 1990 (76,5 %). La répartition détaillée en 2018 est la suivante : 
terres arables (59,9 %), zones agricoles hétérogènes (10,5 %), zones urbanisées (10,1 %), espaces ouverts, sans ou avec peu de végétation (7,5 %), zones industrielles ou commerciales et réseaux de communication (6,2 %), forêts (5,8 %).
L'évolution de l’occupation des sols de la commune et de ses infrastructures peut être observée sur les différentes représentations cartographiques du territoire : la carte de Cassini (XVIIIe siècle), la carte d'état-major (1820-1866) et les cartes ou photos aériennes de l'IGN pour la période actuelle (1950 à aujourd'hui).

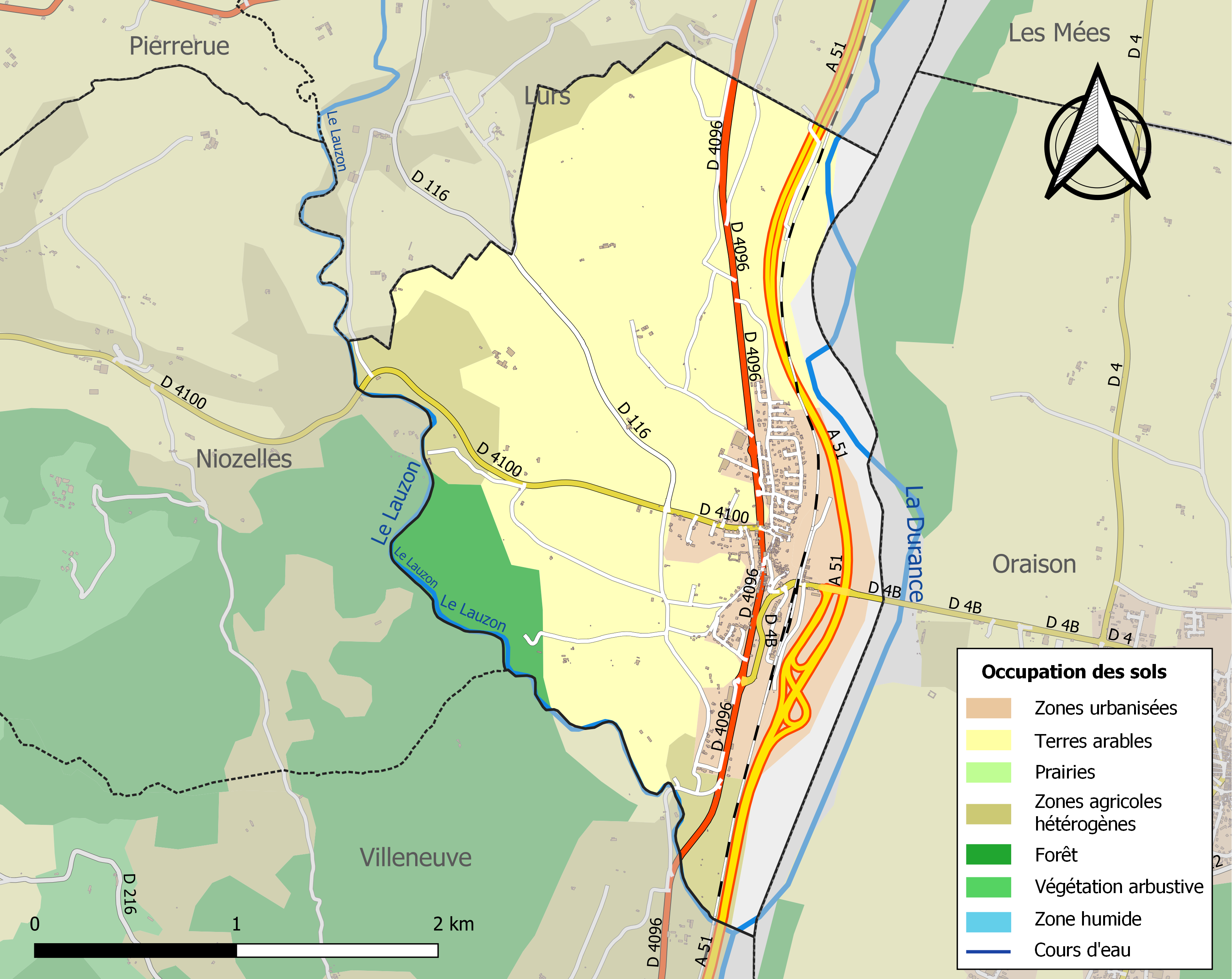
Carte de l'occupation des sols de la commune en 2018 (CLC).

## Économie

### Aperçu général
En 2009, la population active s’élevait à 382 personnes, dont 54 chômeurs (75 fin 2011). Ces travailleurs sont majoritairement salariés (à 84 %) et travaillent majoritairement hors de la commune (à 79 %). Si le secteur primaire conserve une certaine importance, avec 14 % des établissements en 2010, les services et l’administration concentrent à la fois la majorité des établissements et des emplois.

### Agriculture

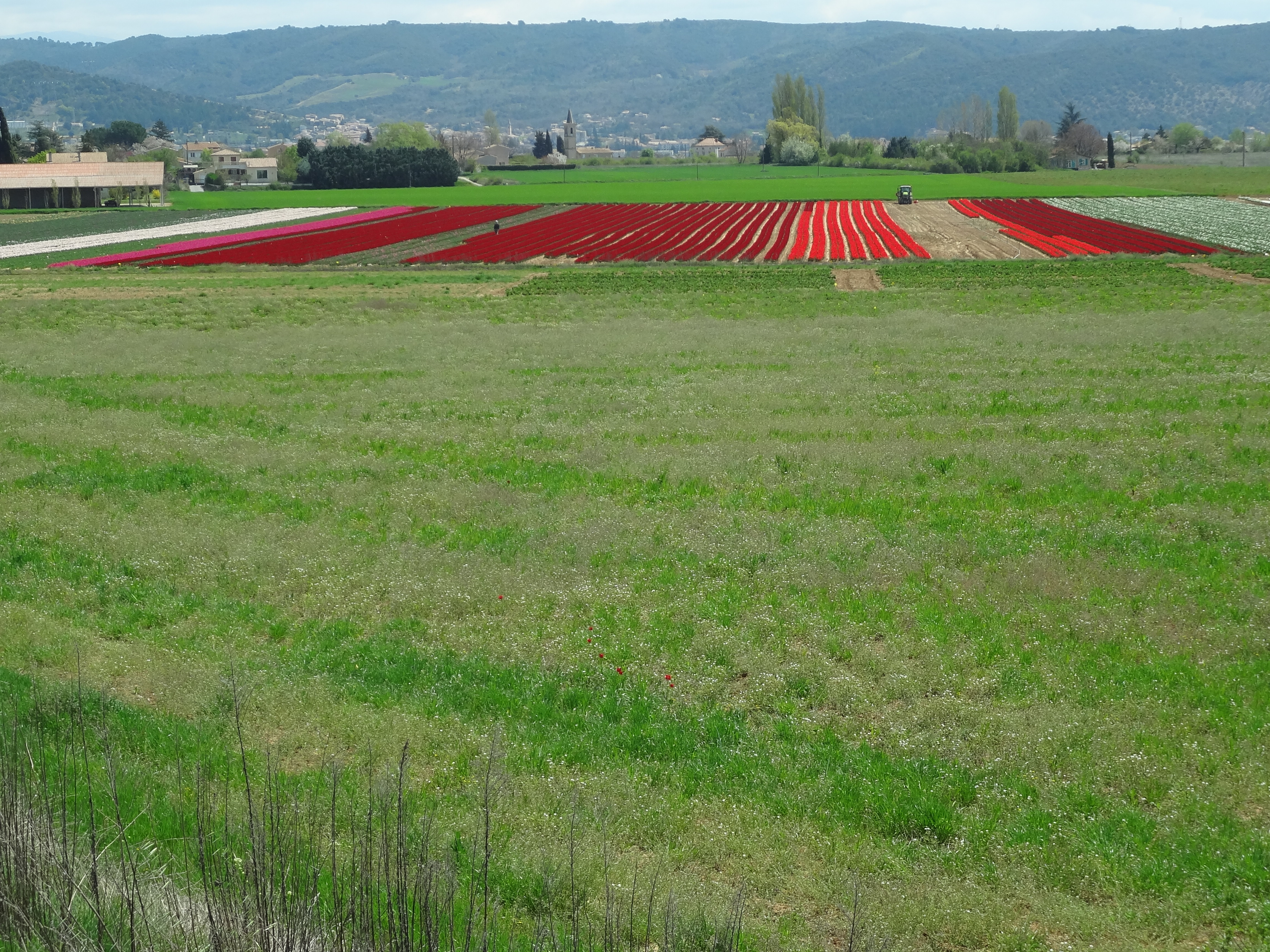
Un horticulteur à La Brillanne.

Fin 2010, le secteur primaire (agriculture, sylviculture, pêche) comptait 14 établissements actifs au sens de l’Insee et 10 emplois salariés.
Le nombre d’exploitations, selon l’enquête Agreste du ministère de l’Agriculture, est en légère baisse dans les années 2000, passant de douze à neuf, des grandes cultures pour quatre exploitations. À contre-courant du mouvement général, trois polyculteurs se sont installés en 2000, alors qu’aucune exploitation ne pratiquait plus la polyculture au début de la décennie. De 1988 à 2000, la surface agricole utile (SAU) a baissé, de 268 ha à 184 ha, alors que le nombre d’exploitations perdait près de la moitié de son effectif, passant de 22 à 12. De 2000 à 2010, la SAU s’est maintenue, augmentant même légèrement à 190 ha.
La culture de l’olivier est pratiquée dans la commune depuis des siècles, tout en étant soumise à des contraintes aiguës. Le terroir de la commune se situe en effet à la limite altitudinale de l’arbre, qui ne peut que difficilement être exploité au-delà des 650 mètres. L’oliveraie de La Brillanne occupait plus de 10 hectares au début du XIXe siècle, et compte actuellement plusieurs milliers de pieds exploités.

### Industrie
Fin 2010, le secteur secondaire (industrie et construction) comptait 22 établissements, employant 55 salariés.
Une centrale hydroélectrique, utilisant les eaux de la Durance, est implantée sur la commune depuis 1953. Elle succède à une plus ancienne datant de 1906.
Les principales entreprises sont CMR, spécialisé dans le traitement des déchets industriels banals (DIB), emploie 15 salariés, et l’Imprimerie de Haute-Provence, qui en fait travailler 11. Perlamande emploie 35 salariés dans la transformation de fruits secs,.

### Activités de service
Fin 2010, le secteur tertiaire (commerces, services) comptait 50 établissements (avec 107 emplois salariés), auxquels s’ajoutent les 14 établissements du secteur administratif (salariant 41 personnes).
D'après l’Observatoire départemental du tourisme, la fonction touristique est peu importante pour la commune, avec moins d’un touriste accueilli par habitant, l’essentiel de la capacité d'hébergement étant non-marchande. La Brillanne compte très peu de structures d’hébergement, essentiellement quelques meublés. Le parc des résidences secondaires est très faible et n’apporte pas un complément significatif avec seulement 14 logements,.

## Histoire

### Antiquité
Dans l’Antiquité, le territoire de La Brillanne fait partie de celui des Sogiontiques (Sogiontii), dont le territoire s’étend du sud des Baronnies à la Durance. Les Sogiontiques sont fédérés aux Voconces, et après la conquête romaine, ils sont rattachés avec eux à la province romaine de Narbonnaise. Au IIe siècle, ils sont détachés des Voconces et forment une civitas distincte, avec pour capitale Segustero (Sisteron). De la période de présence romaine datent quelques vestiges, dont une villa découverte par prospection aérienne en 1982.
De cette époque, subsiste un élément important pour la communauté : la limite nord, avec sa voisine Lurs, reste fixée sur le sommet de la colline du Pied d'Aulun, repère visuel dans le paysage, et qui abrita un culte gaulois. La persistance d'une telle borne territoriale semble un processus courant.

### Moyen Âge
Alors que le sud-est de la Gaule était une terre burgonde, le roi des Ostrogoths Théodoric le Grand fait la conquête de la région entre la Durance, le Rhône et l’Isère en 510. La commune dépend donc brièvement à nouveau de l’Italie, jusqu’en 526. En effet, pour se réconcilier avec le roi burgonde Gondemar III, la régente ostrogothe Amalasonthe lui rend ce territoire.
Aux XIe et XIIe siècles, l’église paroissiale Sainte-Agathe et ses revenus relevaient de l’abbaye Saint-André de Villeneuve-lès-Avignon. Cette église revient au milieu du XIIe siècle aux évêques de Sisteron. Pierre de Sabran, évêque, l'échange avec un lot de possessions avec l'abbaye de Montmajour, qui lui restitue quelques églises de son évêché. La Brillanne dépendait des évêques de Sisteron au Moyen Âge, le fief s’est morcelé entre plusieurs petits seigneurs par la suite.
Appartenant d'abord aux seigneurs de Volx, le château de La Brillanne passe en 1126 aux mains des comtes de Provence qui en gardent constamment le contrôle par la suite. En 1144, l'ensemble de la famille des comtes de Forcalquier, sur le conseil d'un local, donne La Brillanne aux Templiers. Cette donation est confirmée entre 1152 et 1157, assortie de l'accord des comtes de Forcalquier pour que les Templiers puissent l'échanger. Aussitôt l’évêque de Sisteron Pierre de Sabran échange son domaine d’Aulun contre le château de La Brillanne. Le chapitre de Forcalquier s'oppose à cet échange. Et en 1174, une fois adulte, le comte Guillaume IV de Forcalquier, qui avait moins de cinq ans au moment de la confirmation de donation, rétablit le don du château aux Templiers,.
Au même moment, les templiers accroissent leur contrôle sur La Brillanne, faisant l'acquisition de l'église paroissiale Sainte-Agathe auprès de l'abbaye de Montmajour. Ce contrôle reste toutefois limité : outre la collation de la cure qui reste soumise à l'approbation des évêques de Sisteron, le château leur est retiré par Guillaume IV de Forcalquier dès 1203, qui le donne à Raymond d'Agout avec le château de Volx. De plus, leurs possessions en terres et maisons dans le terroir de La Brillanne étaient extrêmement limitées, les évêques de Sisteron étant bien mieux dotés.
En 1220, le château de La Brillanne change encore de mains. Lorsque le comté de Forcalquier perd son indépendance en 1209, à la mort de Guillaume II, un de ses neveux, Guillaume de Sabran tente de le relever. Après une lutte de dix ans, il passe un accord à Meyrargues le 29 juin 1220 avec Raimond Bérenger IV, comte de Provence et lui aussi héritier du comté de Forcalquier. Par cet accord, la moitié sud du comté est donnée à Guillaume de Sabran, avec le château de La Brillanne et le péage fructueux placé sur la route reliant les Alpes à la Basse-Provence et empruntant la vallée de la Durance. Pour récupérer une partie de ce trafic, Raimond Bérenger oblige les marchands à passer par Montfuron, Forcalquier et Lurs.
Un bac permettant de traverser la Durance est attesté en 1270. Il faisait partie des plus fréquentés. Autre ressource économique liée à la Durance, un péage était établi en travers de la rivière et taxait les radeliers qui la descendaient.
La communauté relevait de la viguerie de Sisteron.

### Époque contemporaine

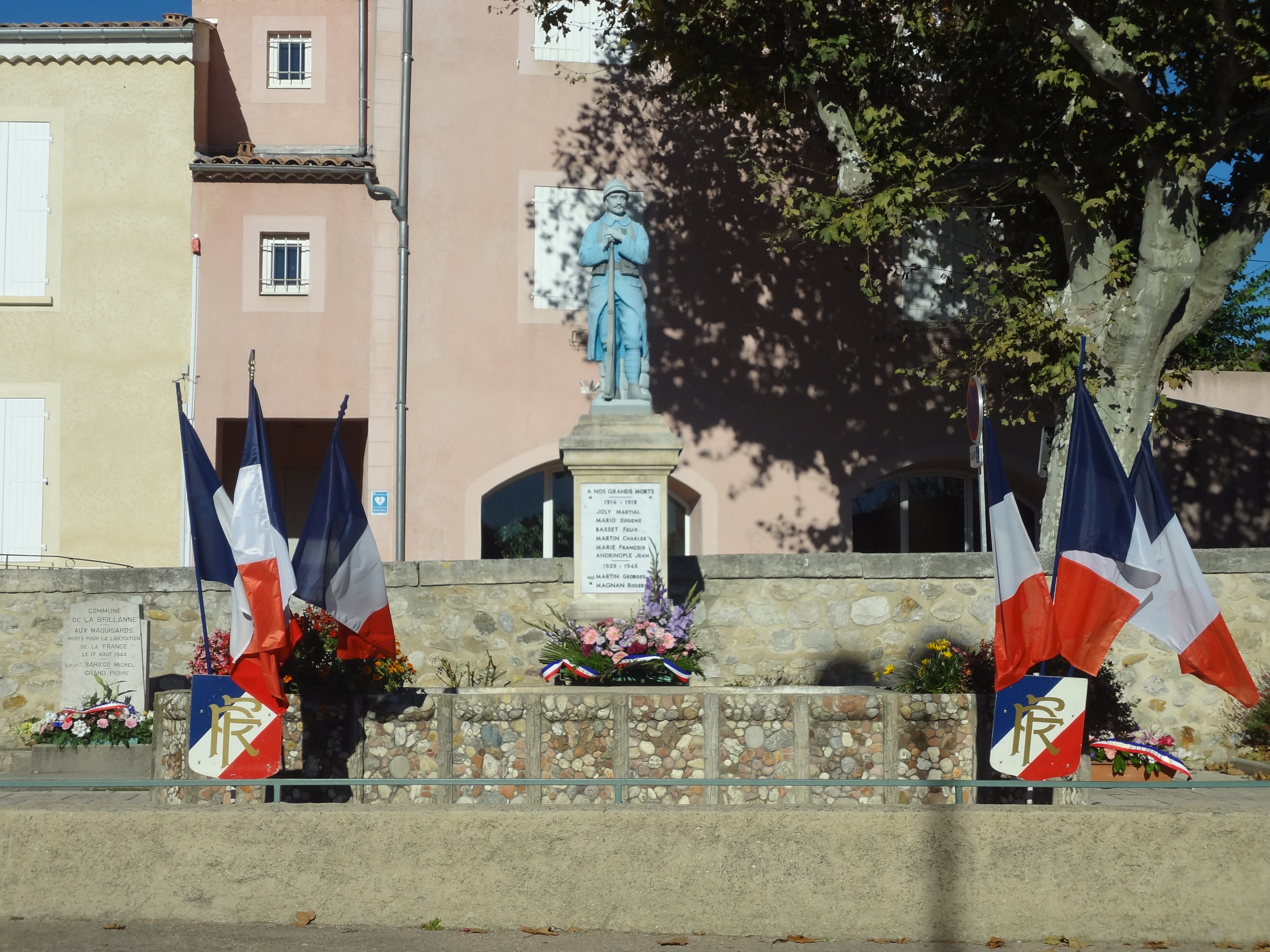
Monument aux morts de La Brillanne.

Le coup d'État du 2 décembre 1851 commis par Louis-Napoléon Bonaparte contre la Deuxième République provoque un soulèvement armé dans les Basses-Alpes, en défense de la Constitution. Après l’échec de l’insurrection, une sévère répression poursuit ceux qui se sont levés pour défendre la République : 17 habitants de La Brillanne sont traduits devant la commission mixte, la majorité étant condamnés à la déportation en Algérie.
Comme de nombreuses communes du département, La Brillanne se dote d’une école bien avant les lois Jules Ferry : en 1863, elle en possède déjà une qui dispense une instruction primaire aux garçons, au chef-lieu. Aucune instruction n’est donnée aux filles : ni la loi Falloux (1851), qui impose l’ouverture d’une école de filles aux communes de plus de 800 habitants, ni la première loi Duruy (1867), qui abaisse ce seuil à 500 habitants, ne concernent La Brillanne. Et ce n’est qu’avec les lois Ferry que les filles de la commune sont régulièrement scolarisées.
Plusieurs chantiers modernisent La Brillanne au cours des XIXe et XXe siècles :
- construction de la voie ferrée et de la gare à la fin des années 1860 (inauguration en 1872) par la société PLM ;
- construction du pont sur la Durance dans les années 1880 (inauguration en 1888)[74] ;
- construction de la centrale hydroélectrique (inauguration en 1908) avec son canal de dérivation par la compagnie Énergie électrique du littoral méditerranéen[75],[76] ;
- construction d’un barrage de retenue sur la Durance et doublement du canal de dérivation pour alimenter les usines électriques de La Brillanne-Villeneuve et du Largue dans les années 1930[77][Interprétation personnelle ?] ;
- reconstruction de la centrale électrique en 1953.

À la fin de la Seconde Guerre mondiale, deux équipes Jedburgh sont parachutées les 8 et 9 août pour préparer le débarquement de Provence en menant des actions sur les arrières allemands, et notamment contre les voies de communication. Disposant du soutien de 3 000 FFI, elles prennent le contrôle de la RN 96 qui permet de remonter la vallée de la Durance, de Manosque à Veynes. Au cours des opérations suivant le débarquement, les forces alliées franchissent très tôt les premières défenses allemandes, et se lancent dans de rapides offensives de débordement, afin de couper les voies de retraite à la Wehrmacht. Une colonne, partie le 17 août de Vidauban, franchit la Durance le 20 août au sud de Mirabeau. Le 143e régiment d’infanterie US forme une colonne qui remonte la vallée de la Durance toute la journée du 20 août et libère les villes et villages sur son passage, dont La Brillanne.
Jusqu’au milieu du XXe siècle, la vigne était cultivée à La Brillanne. Plusieurs dizaines d’hectares produisaient un vin destiné à l’autoconsommation et à la vente sur les marchés locaux. Cette culture est aujourd’hui abandonnée.

## Héraldique
| Blason de La Brillanne | Blasonnement : Coupé : au premier d'or à la bande de sinople, au second de sinople au cheval d'or. À droite : les armoiries sont utilisées dans les plaques de rue. |  |

## Politique et administration

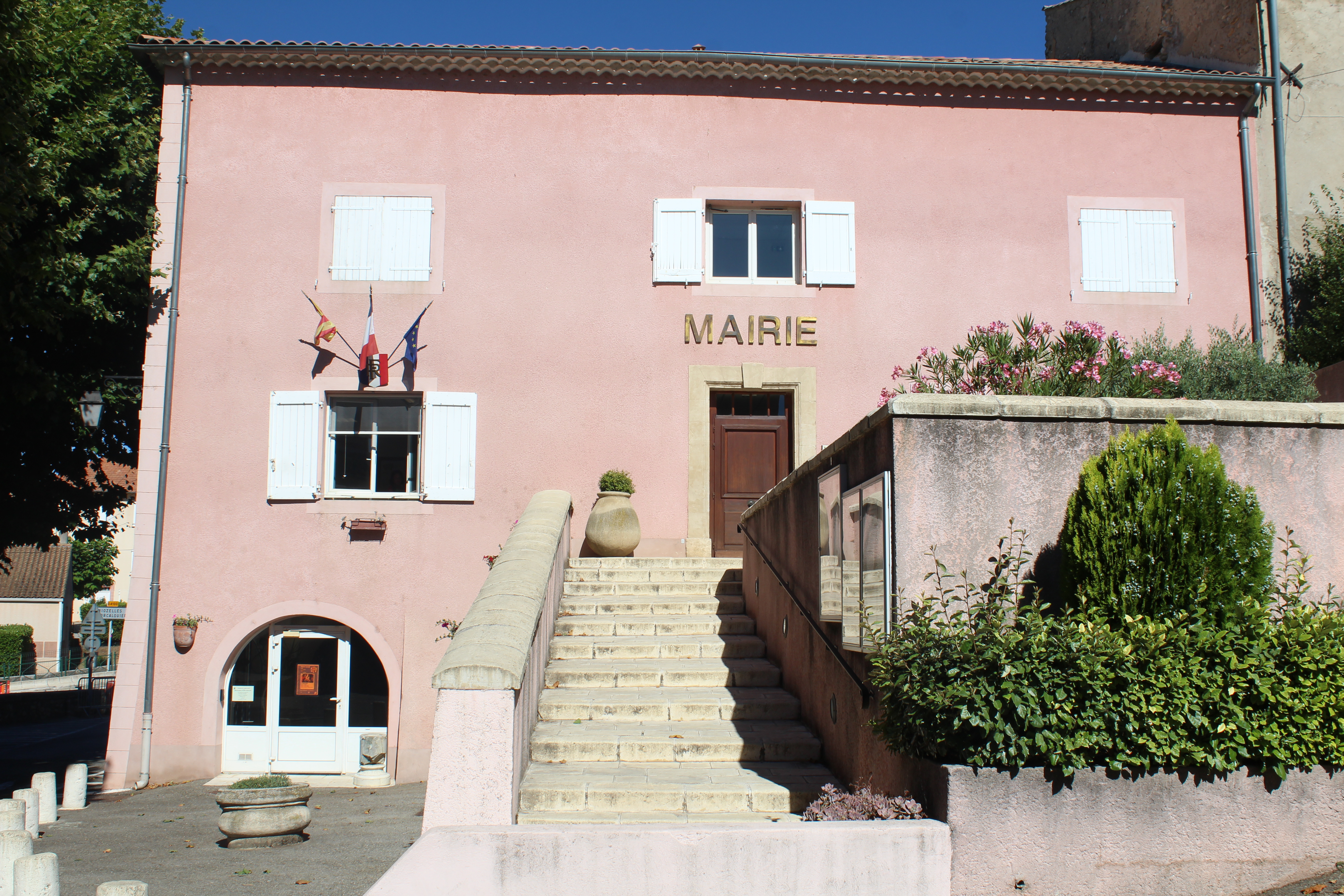
Façade de la mairie.

### Intercommunalité
La Brillanne fait partie :
- de 2003 à 2013, de la communauté de communes Intercommunalité du Luberon Oriental ;
- depuis le 1er janvier 2013, de la communauté d'agglomération Durance Luberon Verdon.

### Municipalité
| Période                                  | Période                     | Identité              | Étiquette | Qualité |
| ---------------------------------------- | --------------------------- | --------------------- | --------- | ------- |
| 1892                                     | 1896                        | Louis Cléopâtre       |           |         |
| 1896                                     | 1904                        | Bienvenu Basset       |           |         |
| 1904                                     | 1919                        | Louis Etienne         |           |         |
| 1919                                     | 1929                        | Abel Comte            |           |         |
| 1929                                     | 1935                        | Léon Fourment         |           |         |
| 1935                                     | 1945                        | Fernand Aymard        |           |         |
| 1945                                     | 1953                        | Gustave Niel          |           |         |
| 1953                                     | 1959                        | André Segond          |           |         |
| 1959                                     | 1965                        | Maxime Granier        |           |         |
| 1965                                     | 1971                        | Louis Palayer         |           |         |
| 1971                                     | 1977                        | Jean Clappier         |           |         |
| 1977                                     | 1987                        | Maurice Émile Marie   |           |         |
| 1987                                     | 2001                        | Ernest Borghini       |           |         |
| 2001                                     | mars 2008                   | André Piche           | DVG       |         |
| mars 2008                                | mars 2014                   | Martine Carbonnel     | PS        |         |
| 2014                                     | En cours (au 17 avril 2014) | Jean-Charles Borghini | DVG       |         |
| Les données manquantes sont à compléter. |                             |                       |           |         |

### Enseignement
La commune est dotée d’une école primaire et maternelle. Le collège de secteur se situe à Oraison : collège Itard. La grande majorité des élèves poursuivent ensuite à Manosque : lycée Félix-Esclangon, lycée des Iscles et lycée des métiers Louis-Martin-Bret.

### Environnement et recyclage
La collecte et traitement des déchets des ménages et déchets assimilés et la protection et mise en valeur de l'environnement se font dans le cadre de la communauté d'agglomération Durance Luberon Verdon.

## Démographie
L'évolution du nombre d'habitants est connue à travers les recensements de la population effectués dans la commune depuis 1765. Pour les communes de moins de 10 000 habitants, une enquête de recensement portant sur toute la population est réalisée tous les cinq ans, les populations de référence des années intermédiaires étant quant à elles estimées par interpolation ou extrapolation. Pour la commune, le premier recensement exhaustif entrant dans le cadre du nouveau dispositif a été réalisé en 2004.

En 2022, la commune comptait 1 114 habitants, en évolution de −2,45 % par rapport à 2016 (Alpes-de-Haute-Provence : +2,84 %, France hors Mayotte : +2,11 %).
| 1765 | 1793 | 1800 | 1806 | 1821 | 1831 | 1836 | 1841 | 1846 |
| ---- | ---- | ---- | ---- | ---- | ---- | ---- | ---- | ---- |
| 430  | 223  | 215  | 257  | 218  | 252  | 288  | 281  | 264  |

| 1851 | 1856 | 1861 | 1866 | 1872 | 1876 | 1881 | 1886 | 1891 |
| ---- | ---- | ---- | ---- | ---- | ---- | ---- | ---- | ---- |
| 245  | 265  | 271  | 261  | 385  | 300  | 285  | 436  | 341  |

| 1896 | 1901 | 1906 | 1911 | 1921 | 1926 | 1931 | 1936 | 1946 |
| ---- | ---- | ---- | ---- | ---- | ---- | ---- | ---- | ---- |
| 390  | 410  | 960  | 457  | 381  | 402  | 640  | 425  | 443  |

| 1954 | 1962 | 1968 | 1975 | 1982 | 1990 | 1999 | 2004 | 2006 |
| ---- | ---- | ---- | ---- | ---- | ---- | ---- | ---- | ---- |
| 452  | 550  | 521  | 591  | 573  | 649  | 765  | 823  | 844  |

| 2009 | 2014  | 2019  | 2022  | - | - | - | - | - |
| ---- | ----- | ----- | ----- | - | - | - | - | - |
| 919  | 1 109 | 1 124 | 1 114 | - | - | - | - | - |

| 1471    |
| ------- |
| 13 feux |

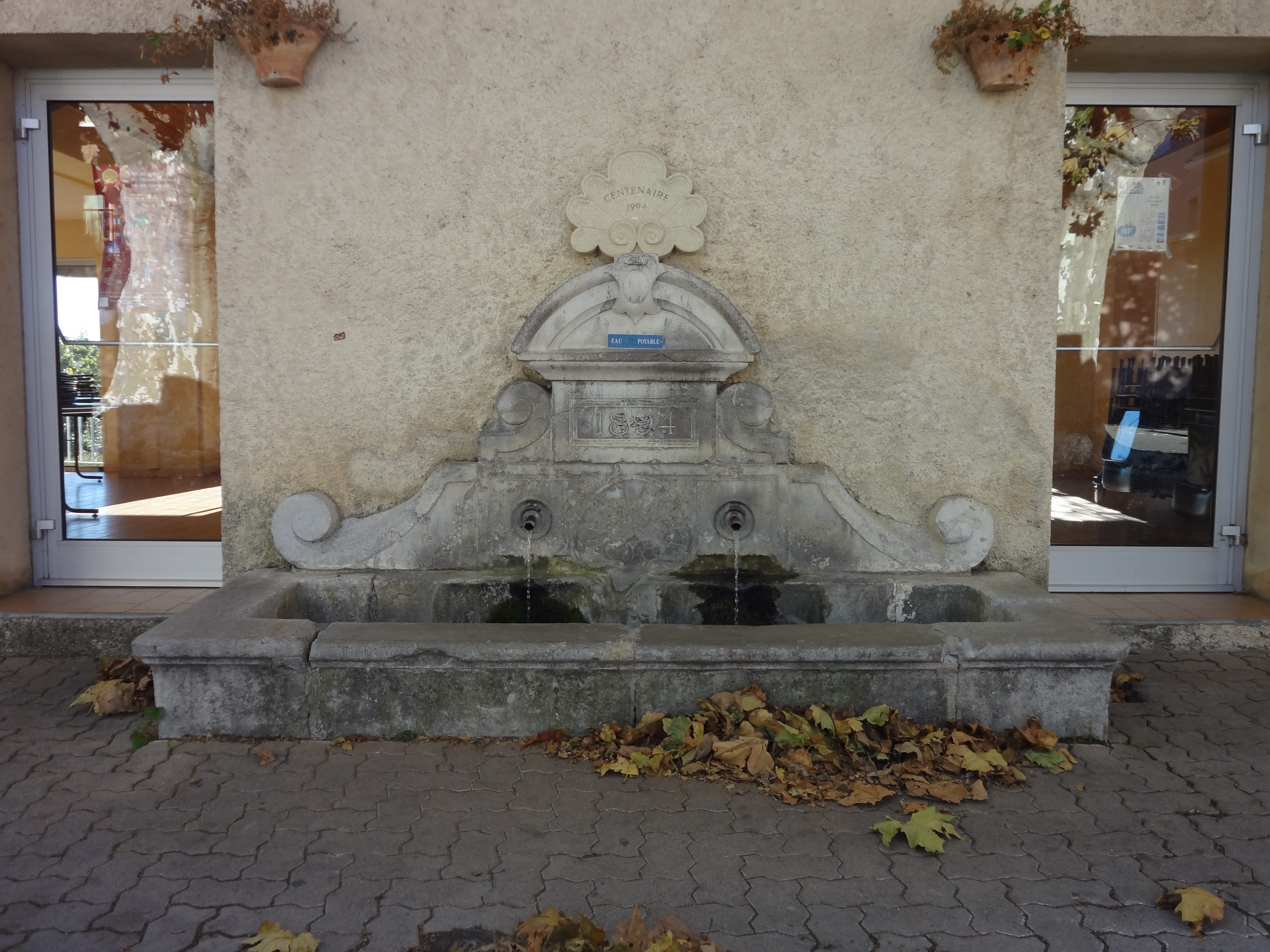
Fontaine de 1894.

La commune de La Brillanne n'a pas connu la saignée démographique due à l'exode rural commune à la plupart des communes du département. Elle a connu au contraire une croissance irrégulière, marquée par différents chantiers qui forment autant de pics, suivis de creux. Ces creux s'établissent cependant à un niveau supérieur à celui précédant le chantier :
- pic de 1872, dû au chantier de construction de la ligne de Marseille à Lyon via Grenoble ;
- pic de 1886, dû au chantier de construction du pont suspendu sur la Durance[74] ;
- pic de 1906, dû à la construction de la centrale électrique[75] et du canal de dérivation qui amène une population de 515 ouvriers[76] ;
- nouveau pic en 1936 pour le chantier de construction d’un barrage sur la Durance[77][Interprétation personnelle ?] ;
- enfin, hausse dans les années 1950 et 1960 liée à l'aménagement hydroélectrique Durance-Verdon.

## Lieux et monuments

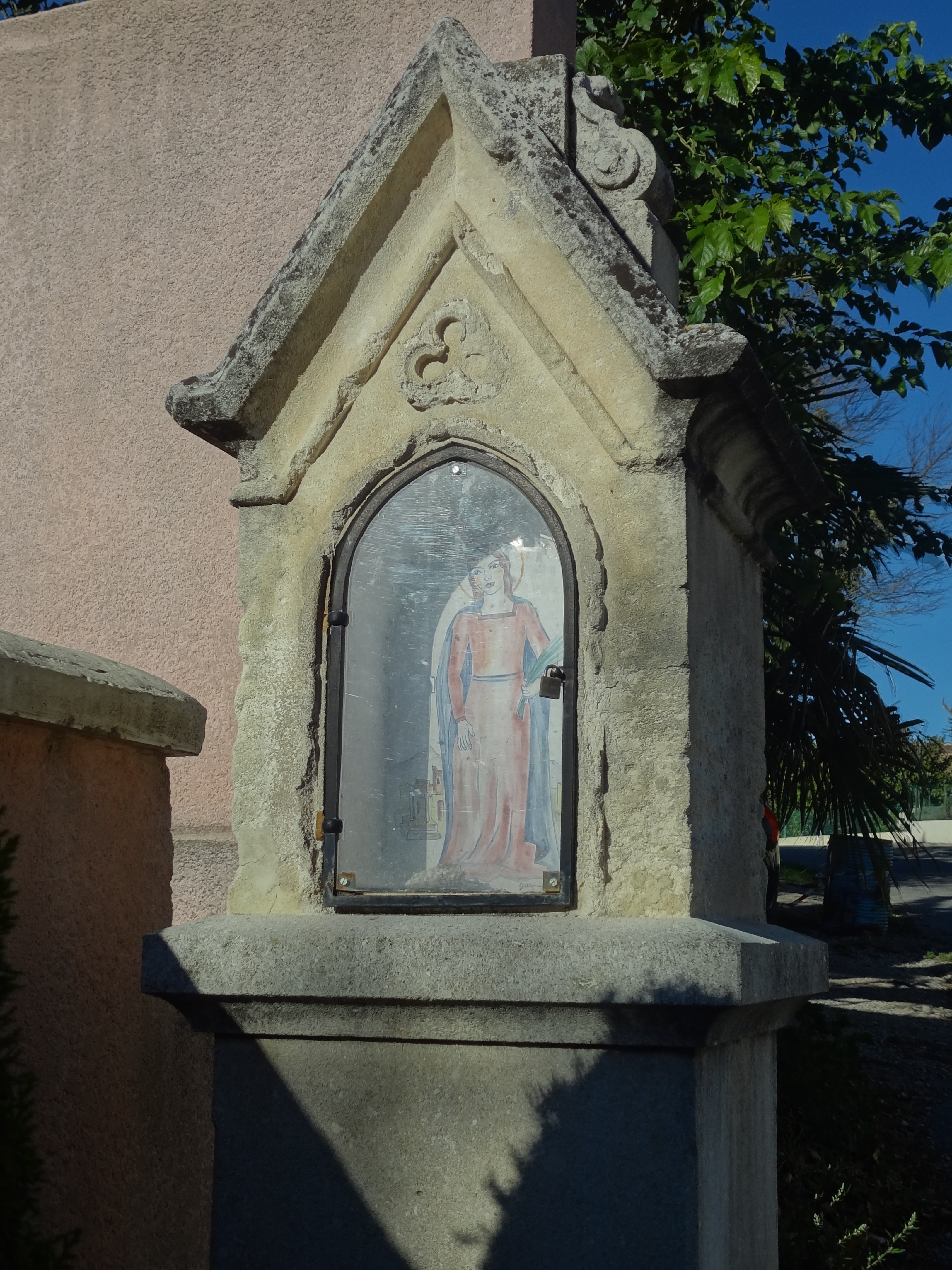
Oratoire.

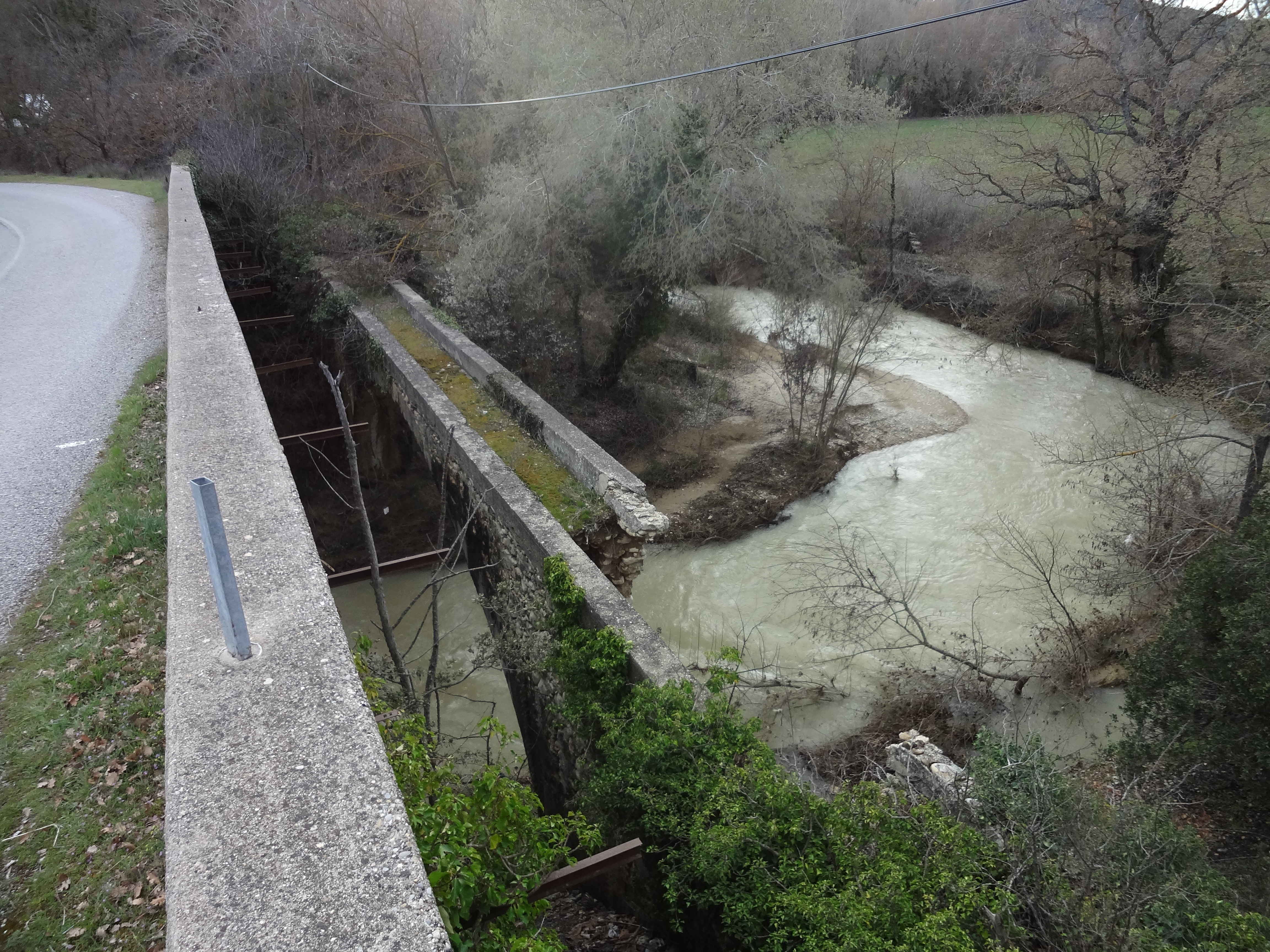
Pont muletier dit pont du Pâtre, sur le Lauzon.

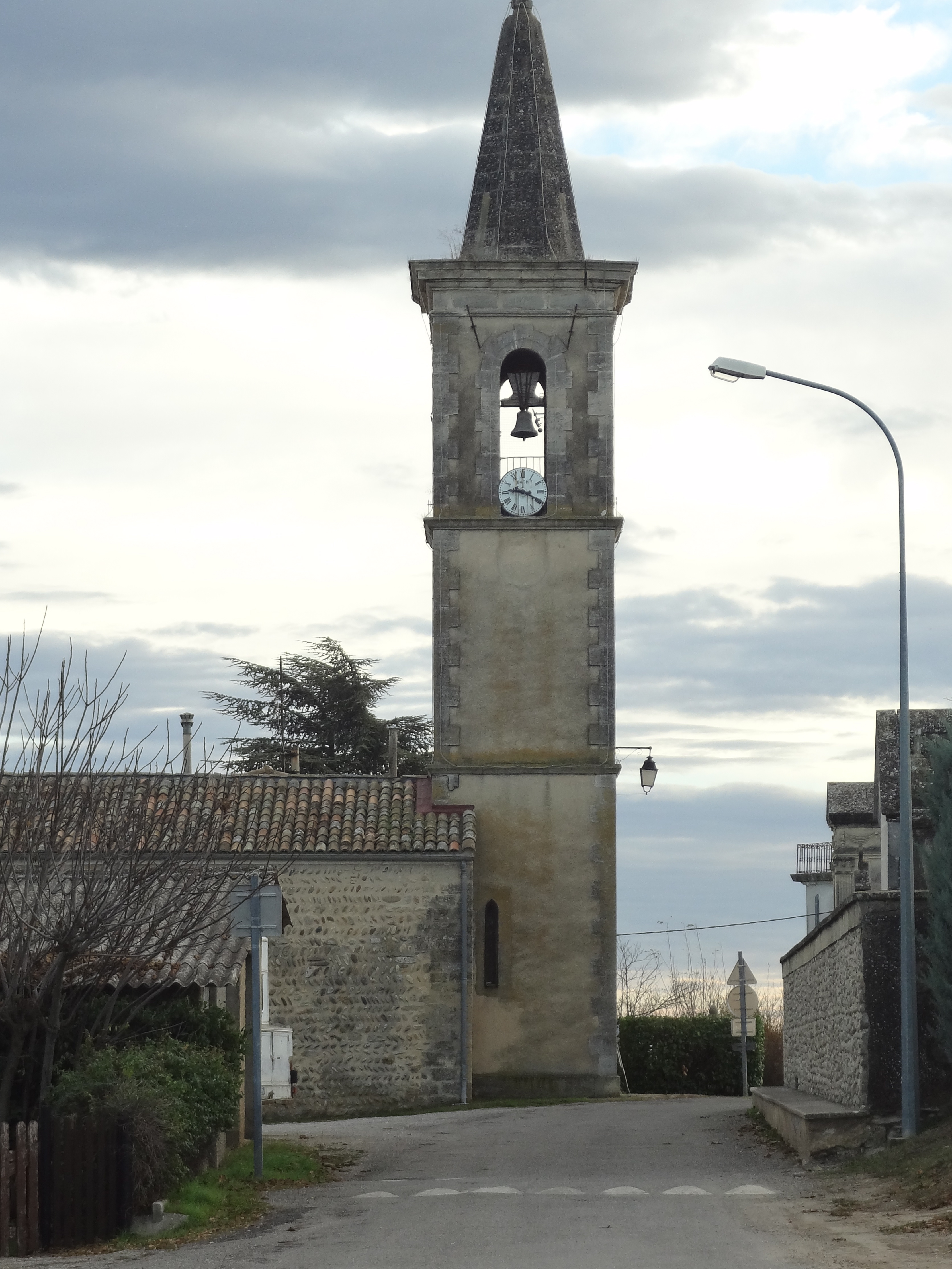
Clocher de l’église Sainte-Agathe.

Sur la place des Aires, la grande bâtisse, dotée d’une grande salle voûtée, a pu servir de relais de poste.
Plusieurs ponts présentent des particularités :
- le pont suspendu sur la Durance : il fait 285 m de long sur 6 de large ; on y accède par deux chaussées en remblai de 250 m. Plusieurs tentatives d’adjudication ont échoué avant que sa construction puisse commencer. Ses fondations sont établies à 10 m de profondeur sur un banc de poudingue. Lors de la construction, deux équipes de 11 heures travaillaient en alternance. Les conditions difficiles du chantier provoquèrent une grève. L’inauguration eut lieu le 29 avril 1888, et donna lieu à une fête de quatre jours, pendant laquelle le prix du quatrain est décerné à Frédéric Mistral). Il a été élargi dans les années 1990 par une dalle de béton en encorbellement symétrique. Il est actuellement emprunté par la RD 4[74] ;
- le pont triple sur le Lauzon, dit pont du Pâtre, sur l’itinéraire ancien de la RN 96[95]. Ce pont muletier tombe en ruines ;
- le pont du Lauzon emprunté par la RN 100[95] ;

Le château fort est en ruines.
L'église Sainte-Agathe, est construite au XVIIe siècle, avec trois travées dotées d’arcs de décharge. La première travée, plus récente, plus étroite et sans arc de décharge, date du XIXe siècle. Les fonts baptismaux sont placés dans une chapelle particulière. Le portail d’accès est sur la façade nord. La cloche date de 1613 ; le tableau de la Vierge date du XVIIIe siècle : c’est une huile sur bois, classée au titre objet.
Le barrage de La Brillanne, qui sert de prise d’eau pour le canal d’irrigation dit canal de La Brillanne, est en pierre de taille et béton. Le seuil a cédé en juin 2013.

Le barrage de La Brillanne.
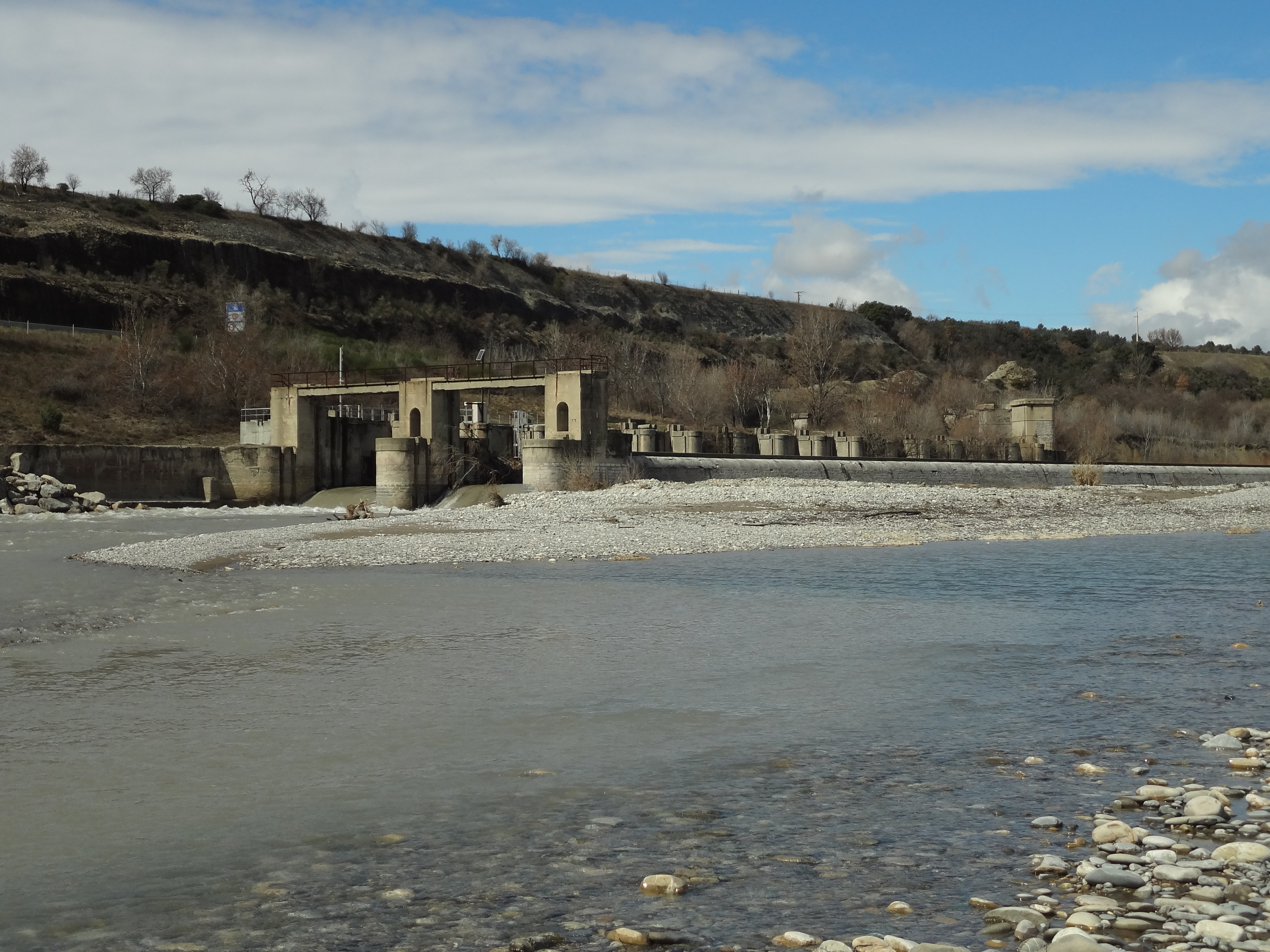
Les déversoirs.
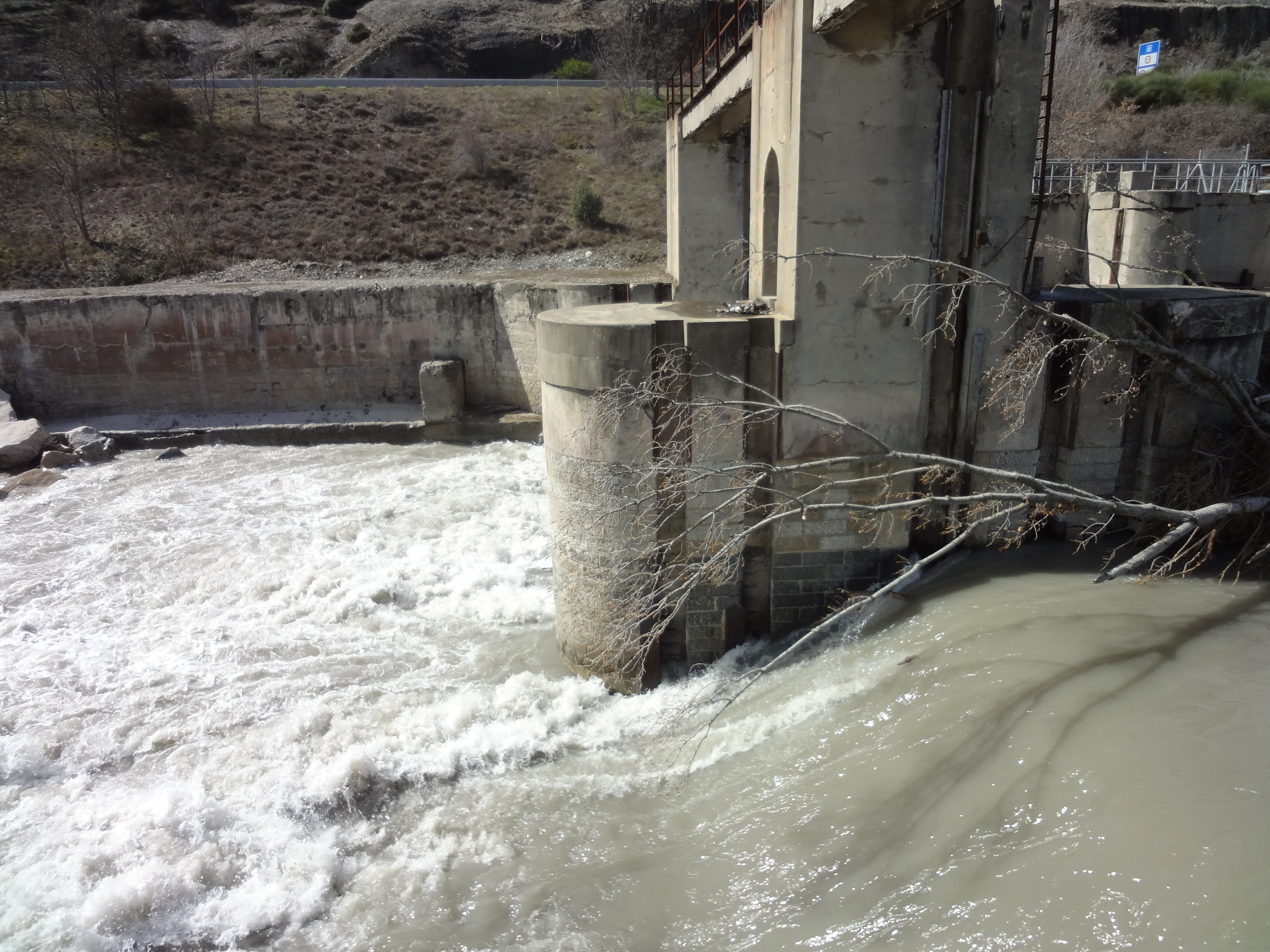
Remous en période de crue.
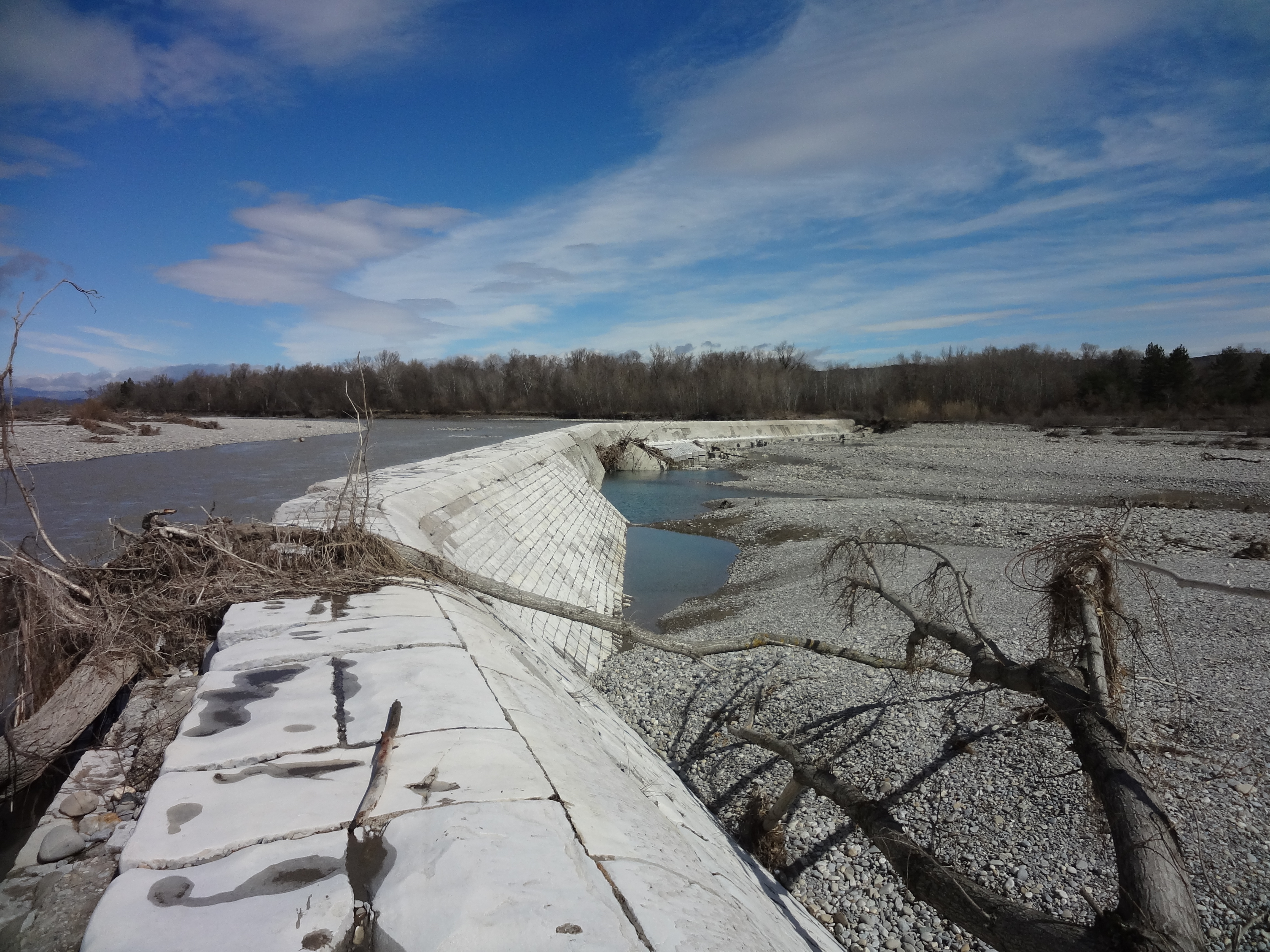
La digue.
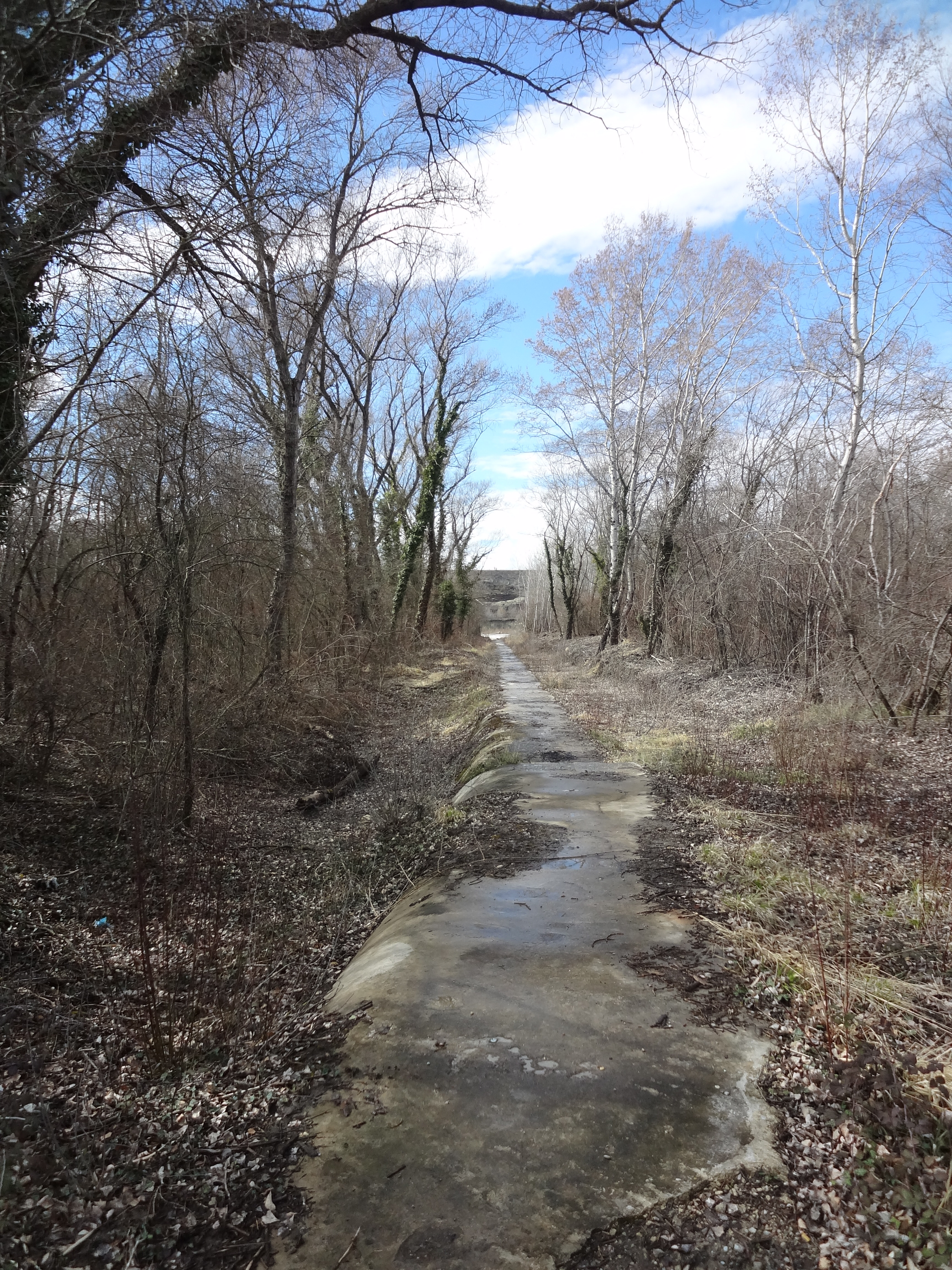
Digue dans une partie colmatée de la Durance.
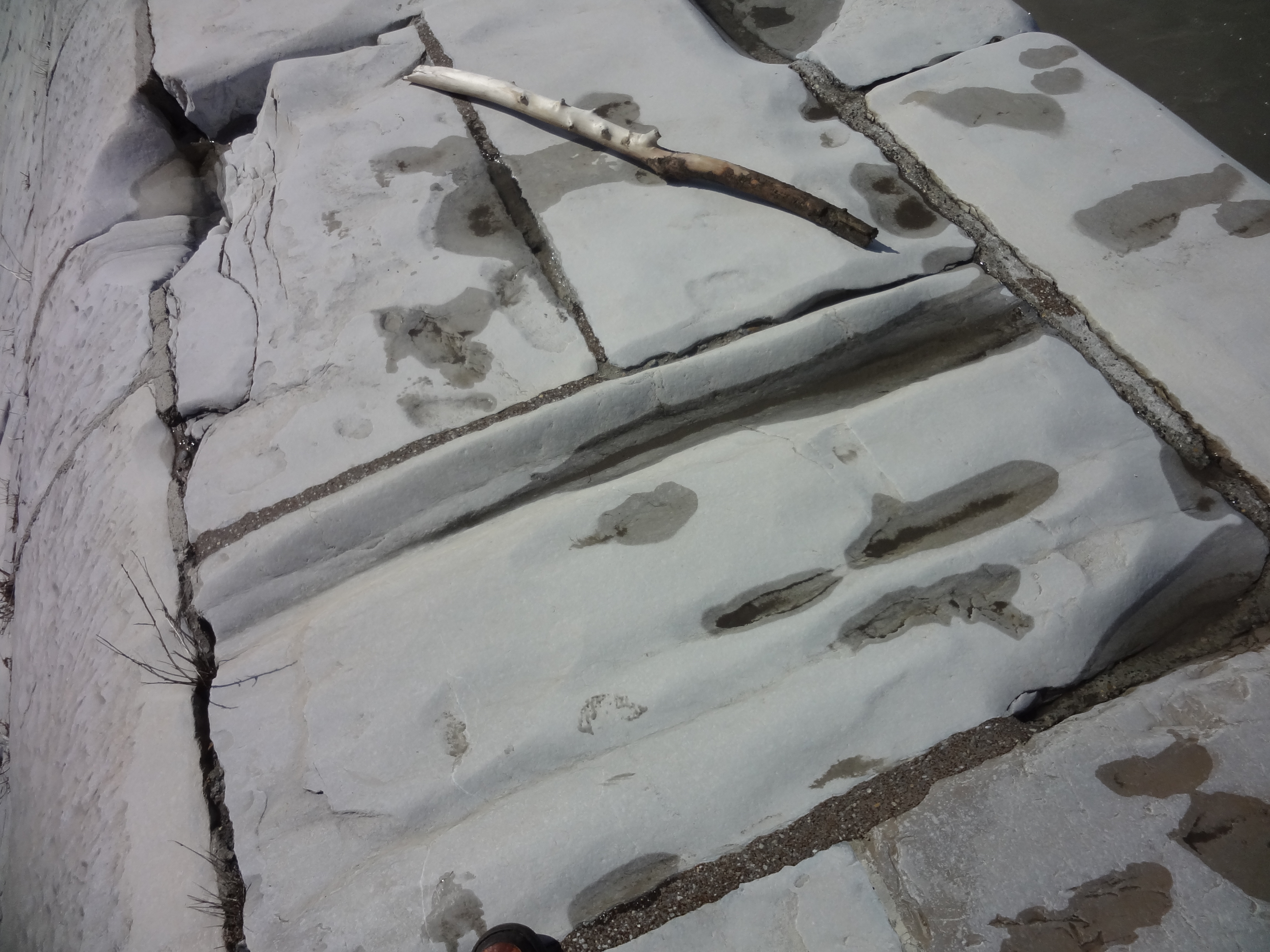
Traces d’usure sur le parement.